# Gigean
Gigean is een gemeente in het Franse departement Hérault (regio Occitanie). De plaats maakt deel uit van het arrondissement Montpellier. Gigean telde op 1 januari 2022 6.559 inwoners.

## Geografie
De oppervlakte van Gigean bedroeg op 1 januari 2022 16,56 vierkante kilometer; de bevolkingsdichtheid was toen 396,1 inwoners per km².

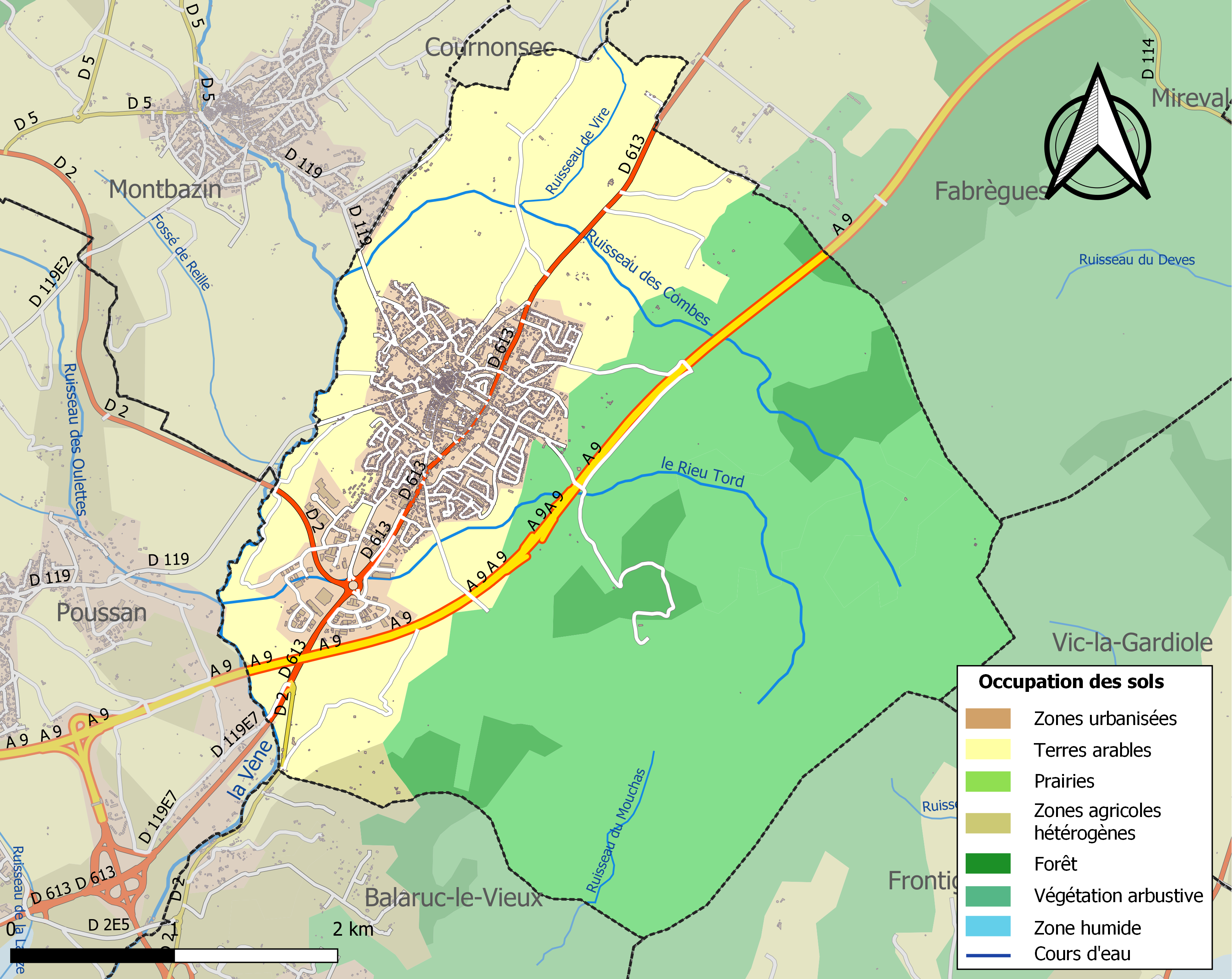
Kaart van de gemeente met belangrijkste infrastructuur, bodemgebruik en omliggende gemeenten

## Demografie
Onderstaande figuur toont het verloop van het inwonertal (bron: INSEE-tellingen).